# Reab
Reab es una comuna (khum) del distrito de Pea Reang, en la provincia de Prey Veng, Camboya. En marzo de 2008 tenía una población estimada de 11 000 habitantes.
Se encuentra ubicada al sur del país, a escasa distancia de los ríos Mekong y Bassac, y de la frontera con Vietnam.